# 傅正
傅正（ふせい、1927年12月11日-1991年5月10日）は台湾の政治家・政治学者。外省人として中国国民党と共に台湾に移住し、国民党員でもあったが、民主化を主張し、『自由中国』の編集を担当した。そのため、投獄されたが、釈放後も党外運動に参加し続け、1986年の民進党創設では重要な役割を果たした。

## 経歴
1940年に国民党に入党。1946年に上海大同大学経済系に入学、1948年に武漢大学政治学系へ転籍。その後、国民党軍の政治将校になった。しかし、1950年に台湾に移り、以後『自由中国』の編集など民主化運動に参加し始める。そのため、1953年12月には、国民党軍の規律違反となり、解職処分を受けた。
1954年からは『自由中国文摘半月刊』の編集者となる。1955年2月に台湾大学政治系の2年に編入し、1957年6月に卒業した。
1960年、『自由中国』の主張が国民党政府と対立したため、逮捕され、1966年に釈放された（詳細は雷震の項を参照）。1971年からは東呉大学政治系の兼任（非常勤）講師を務め、後に教授、および政治系（学科）主任となった。

## 党外運動および民進党への参加
1979年より、『美麗島雑誌』の創設にかかわる。1986年7月ごろから、党外運動の組織化を開始し、主に声明文の草案を作成するなど中心的な役割を果たす。民進党結成後は政策主任となる。また1988年9月、台湾人公共事務委員会の台湾支部顧問となる。1989年には立法委員選挙に民進党候補として出馬したが、落選している。また、雷震の遺作を整理し、『雷震全集』を編纂した。